# آنا من تيرول
     لشخصية أخرى تحمل اسم آنا النمساوية، طالع آنا النمساوية (توضيح).

آنا من تيرول (بالألمانية: Anna von Österreich-Tirol)‏ (و. 1585 – 1618 م) هي عقيلة ملك، من النمسا، توفيت في فيينا، عن عمر يناهز 33 عاماً.